# .ke
.ke je vrhovna internetska domena (country code top-level domain - ccTLD) za Keniju. Domenom upravlja KeNIC.

## Vanjske poveznice
- IANA .ke whois informacija  Arhivirana inačica izvorne stranice od 7. rujna 2008. (Wayback Machine)